# Диспергатор (пристрій)
Дисперга́тор , (рос. диспергатор, англ. dispergator, powder dispenser; нім. Dispergiermittel n, Dispergierungsmittel n) — пристрій для диспергування. Як диспергатор застосовують, наприклад, гомогенізатори, колоїдні млини, високошвидкісні мішалки турбінного та ін. типів, змішувачі інжекторного типу та форсунки, вібраційні пристрої тощо.

## Диспергатор буровий

Рис. 1. Гідравлічний диспергатор ДГ-1. 1 – вхідна труба; 2 – камера; 3 – змінні насадки;
4 – зливний патрубок.

Диспергатор буровий, (рос. диспергатор буровой; англ. drilling dispergator (dispersant); нім. Dispergator m, Dispersionsmittel n, Bohrdispergator m, Dispergierungsmittel n) — пристрій для подрібнення частинок твердої фази бурових і тампонажних розчинів. У основному використовуються диспергатори бурові механічні, рідше гідравлічні і гідромеханічні.
Гідравлічний диспергатор ДГ-1 (рис.) використовується для тонкого подрібнення твердих і рідких фаз промивної рідини. Він складається з камери 2, вхідної дугоподібної труби 1 і зливного патрубка 4. На кінцях вхідної труби за допомогою накидних гайок встановлені змінні насадки 3 з твердих сплавів або металокерамічних матеріалів. Діаметр насадок вибирають залежно від подачі бурових насосів, які використовуються для нагнітання промивної рідини. Зустрічні високошвидкісні потоки рідини, що виходять із насадок 3, призводять до гідравлічної кавітації. Ультразвукові коливання, що створюються у кавітуючому розчині, підсилюють диспергування твердих і рідких фаз.